# Ägyptische Männer-Handballnationalmannschaft
Die ägyptische Männer-Handballnationalmannschaft vertritt Ägypten bei internationalen Turnieren im Männerhandball.
Die Mannschaft wurde insgesamt neunmal Afrikameister (zuletzt im Jahr 2024) und nahm bisher vierzehnmal an Weltmeisterschaften teil, die beste Platzierung erreichte sie mit dem 4. Platz bei der Weltmeisterschaft 2001 in Frankreich.

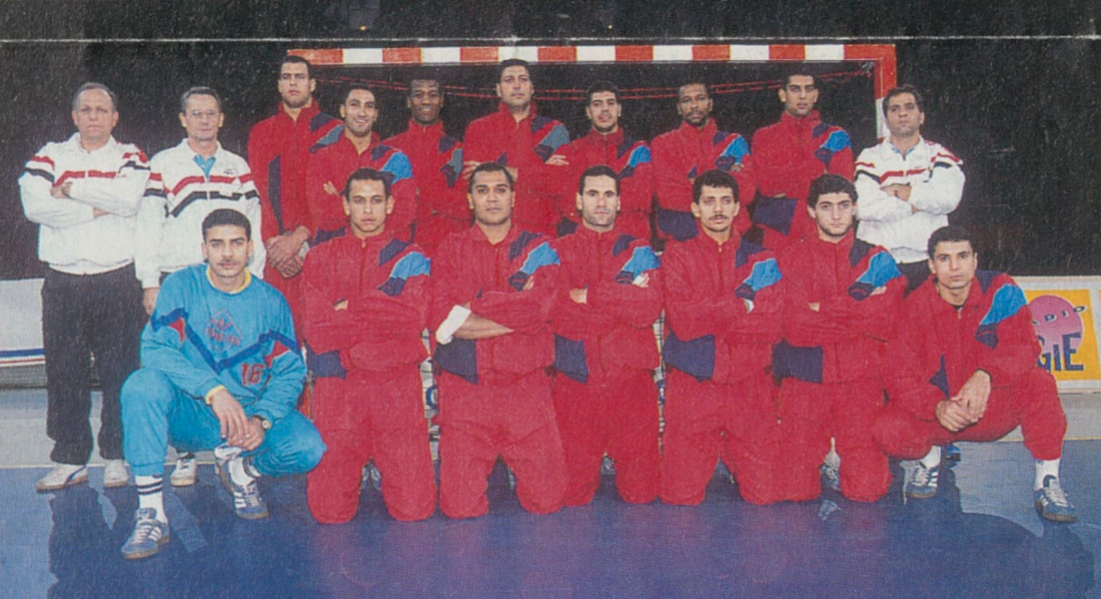
Die ägyptische Auswahl mit Trainer Paul Tiedemann (h.2.v.l.) beim Tournoi de Bercy 1992.

## Geschichte
Feldhandball wurde anfangs 1940er Jahren in Ägypten bekannt. Anfangs wurden Feld- und Hallenhandball gespielt, bis sich Ägypten 1954/55 voll auf Hallenhandball konzentrierte. Der ägyptische Handballverband wurde 1957 gegründet. Am 23. September 1960 wurde die Vereinigte Arabische Republik (VAR), wie nun Ägypten offiziell hieß, beim Handball Kongress Mitglied der internationalen Handballföderation.

### 1960: Erste Länderspiele
Im Oktober 1960 besuchte die jugoslawische Nationalmannschaft die VAR. Jugoslawien spielte 5 Spiele gegen; VAR, Alexandria, Port Said, Al-Jazira-Club und den Streitkräfte Ägyptens. Die Jugoslawen und der IHF listen zwei Länderspiele VAR gegen YUG:
| 20. Oktober 1960 15:45 Uhr | Vereinigte Arabische Republik  | 17:29  | Jugoslawien                | Gezira Sporting Club, Kairo Zuschauer: 3 000 Schiedsrichter: Kamal Radwan |
| 20. Oktober 1960 15:45 Uhr | meiste Tore: Khalil Gareib (8) | (8:14) | meiste Tore: Stanković (7) | Gezira Sporting Club, Kairo Zuschauer: 3 000 Schiedsrichter: Kamal Radwan |
| 20. Oktober 1960 15:45 Uhr | [ 5 ] [ 6 ] [ 7 ]              |        |                            | Gezira Sporting Club, Kairo Zuschauer: 3 000 Schiedsrichter: Kamal Radwan |

| 27. Oktober 1960 15:45 Uhr | Vereinigte Arabische Republik   | 11:22  | Jugoslawien              | Gezira Sporting Club, Kairo Zuschauer: 3 500 Schiedsrichter: Ali Mokhtar Mahrouk |
| 27. Oktober 1960 15:45 Uhr | meiste Tore: Hussein Moursi (4) | (3:13) | meiste Tore: Karadža (4) | Gezira Sporting Club, Kairo Zuschauer: 3 500 Schiedsrichter: Ali Mokhtar Mahrouk |
| 27. Oktober 1960 15:45 Uhr | [ 5 ] [ 6 ] [ 7 ]               |        |                          | Gezira Sporting Club, Kairo Zuschauer: 3 500 Schiedsrichter: Ali Mokhtar Mahrouk |

- Die Länderspielstatistik des IHF gibt als Datum des zweiten Spieles den 21. Oktober an und die Schiedsrichter sind vertauscht.

### 1961
Am 30. Juni und 1. Juli 1961 spielten sie ihr erstes Turnier auswärts in Jugoslawien die Tašmajdana-Trophäe der Männer 1961. Das erste Spiel verloren sie 8 zu 30 gegen Jugoslawien und das zweite Spiel 11 zu 19 gegen die Rumänen.
Im November 1961 besuchte Westdeutschland die VAR. Die BRD spielte folgende sechs Spiele, welche sie alle gewannen: VAR, Railway Club, Canal Club, Alexandria, Tawfiqia Club, Gezira Sporting Club
| Donnerstag, 9. November 1961 | Vereinigte Arabische Republik | 15:18  | BR Deutschland                   | Kairo |
| Donnerstag, 9. November 1961 |                               | (6:11) | meiste Tore: Bernd Mühleisen (5) | Kairo |
| Donnerstag, 9. November 1961 | [ 8 ]                         |        |                                  | Kairo |

| Samstag, 18. November 1961 | Gezira Sporting Club | 8:21   | BR Deutschland               | Kairo Zuschauer: 2000 |
| Samstag, 18. November 1961 |                      | (4:21) | meiste Tore: Rolf Jaeger (8) | Kairo Zuschauer: 2000 |
| Samstag, 18. November 1961 | [ 9 ]                |        |                              | Kairo Zuschauer: 2000 |

## Erfolge bei Meisterschaften

### Handball-Weltmeisterschaft
- Weltmeisterschaft 1964: 14. Platz
- Weltmeisterschaft 1993: 12. Platz
- Weltmeisterschaft 1995: 06. Platz
- Weltmeisterschaft 1997: 06. Platz
- Weltmeisterschaft 1999: 07. Platz
- Weltmeisterschaft 2001: 04. Platz
- Weltmeisterschaft 2007: 17. Platz
- Weltmeisterschaft 2011: 14. Platz
- Weltmeisterschaft 2013: 16. Platz
- Weltmeisterschaft 2015: 14. Platz
- Weltmeisterschaft 2017: 13. Platz
- Weltmeisterschaft 2019: 08. Platz
- Weltmeisterschaft 2021: 07. Platz
- Weltmeisterschaft 2023: 07. Platz
- Weltmeisterschaft 2025: 05. Platz

### Handball-Afrikameisterschaft
- Gold: 1991, 1992, 2000, 2004, 2008, 2016, 2020, 2022, 2024
- Silber: 2006, 2010, 2018
- Bronze: 1994, 1996, 1998, 2002, 2012, 2014

### Olympische Spiele
- Olympia 1992: 11. Platz
- Olympia 1996: 06. Platz
- Olympia 2000: 07. Platz
- Olympia 2004: 12. Platz
- Olympia 2008: 10. Platz
- Olympia 2016: 09. Platz
- Olympia 2020: 04. Platz
- Olympia 2024: 05. Platz

## Aktueller Kader

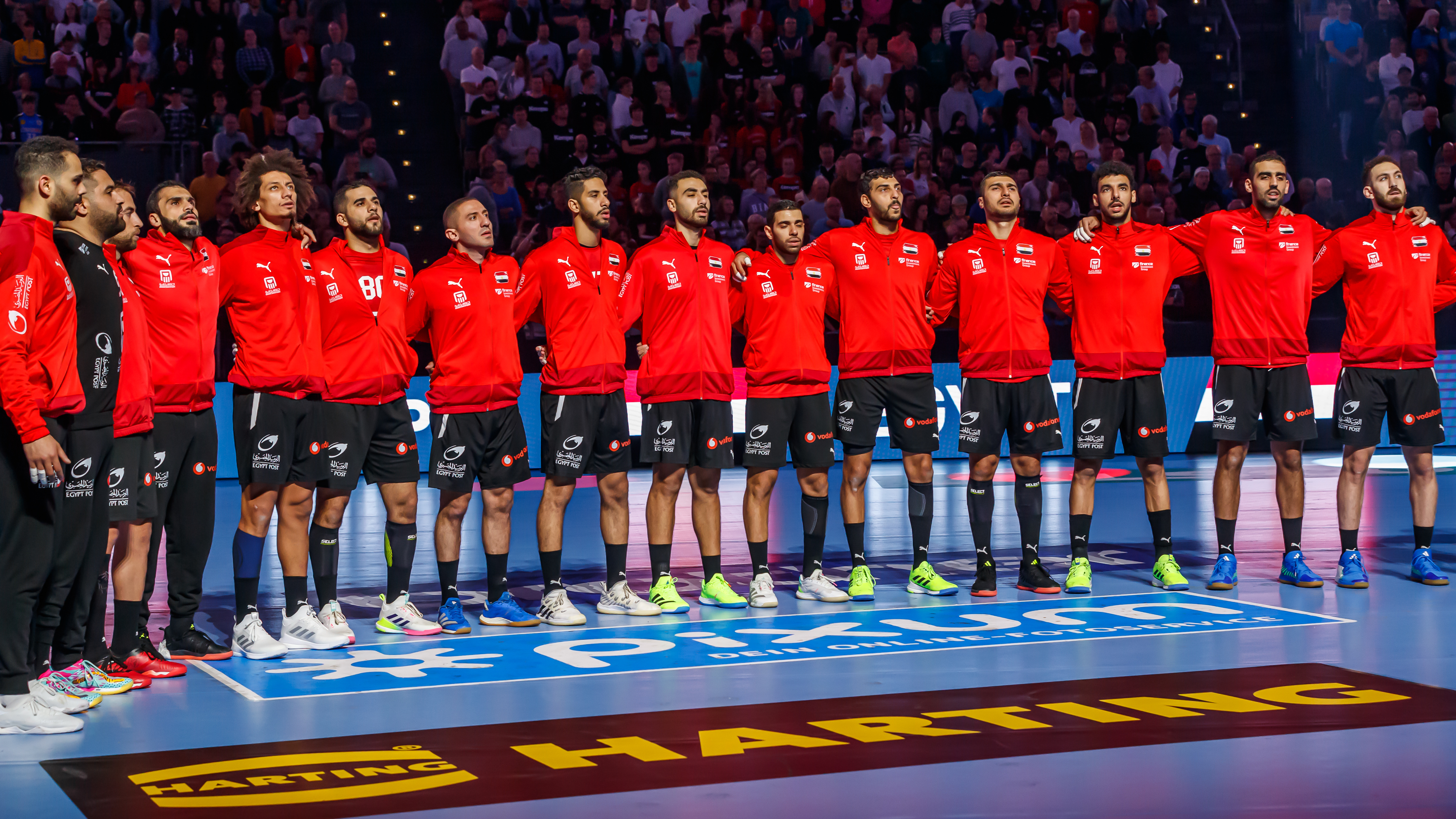
Länderspiel Deutschland-Ägypten am Tag des Handballs am 5. November 2023 in München

Der vorläufige Kader für die Weltmeisterschaft 2023 umfasste 19 Spieler. Vor Turnierbeginn musste der Kader auf 18 Spieler verkleinert werden. Stand: 28. Dezember 2022.
| Vorläufiger Kader für die Weltmeisterschaft 2023 | Vorläufiger Kader für die Weltmeisterschaft 2023 | Vorläufiger Kader für die Weltmeisterschaft 2023 | Vorläufiger Kader für die Weltmeisterschaft 2023 | Vorläufiger Kader für die Weltmeisterschaft 2023 | Vorläufiger Kader für die Weltmeisterschaft 2023 | Vorläufiger Kader für die Weltmeisterschaft 2023 |
| Nr.                                              | Name                                             | Geb.                                             | Position                                         | Lsp.                                             | Tore                                             | Verein                                           |
| ------------------------------------------------ | ------------------------------------------------ | ------------------------------------------------ | ------------------------------------------------ | ------------------------------------------------ | ------------------------------------------------ | ------------------------------------------------ |
| 01                                               | Abdelrahman Homayed                              | 15.01.2000                                       | Torhüter                                         | 0                                                | 0                                                | al Ahly SC                                       |
| 95                                               | Mohamed Aly                                      | 13.11.1992                                       | Torhüter                                         | 12                                               | 0                                                | Blendio Sinfín                                   |
| 96                                               | Mohamed El-Tayar                                 | 07.04.1996                                       | Torhüter                                         | 59                                               | 1                                                | SC DHfK Leipzig                                  |
| 11                                               | Ahmed El-Nakkady                                 | 18.03.1993                                       | Linksaußen                                       | 58                                               | 45                                               | Zamalek SC                                       |
| 31                                               | Omar El-Wakil                                    | 14.05.1988                                       | Linksaußen                                       | 215                                              | 288                                              | Zamalek SC                                       |
| 53                                               | Akram Saad                                       | 22.11.1994                                       | Rechtsaußen                                      | 44                                               | 132                                              | Zamalek SC                                       |
| 91                                               | Mohammad Sanad                                   | 16.01.1991                                       | Rechtsaußen                                      | 162                                              | 401                                              | USAM Nîmes Gard                                  |
| 10                                               | Abdelrahman Faisal                               | 30.01.1996                                       | Rückraum links                                   | 10                                               | 2                                                | al Ahly SC                                       |
| 15                                               | Ahmed Hesham                                     | 15.05.2000                                       | Rückraum links                                   | 49                                               | 60                                               | USAM Nîmes Gard                                  |
| 39                                               | Yehia El-Deraa                                   | 17.07.1995                                       | Rückraum links                                   | 153                                              | 288                                              | Telekom Veszprém                                 |
| 42                                               | Hassan Kaddah                                    | 01.05.2000                                       | Rückraum links                                   | 49                                               | 48                                               | Zamalek SC                                       |
| 90                                               | Ali Zein                                         | 14.12.1990                                       | Rückraum links                                   | 301                                              | 429                                              | Dinamo Bukarest                                  |
| 17                                               | Ahmed Khairi                                     | 15.09.1994                                       | Rückraum Mitte                                   | 16                                               | 20                                               | al Ahly SC                                       |
| 45                                               | Seif El-Deraa                                    | 19.09.1998                                       | Rückraum Mitte                                   | 49                                               | 76                                               | Limoges Handball                                 |
| 48                                               | Mohab Abdelhak                                   | 20.01.2003                                       | Rückraum rechts                                  | 12                                               | 38                                               | al Ahly SC                                       |
| 55                                               | Mohsen Mahmoud                                   | 11.03.1998                                       | Rückraum rechts                                  | 37                                               | 58                                               | al Ahly SC                                       |
| 24                                               | Ibrahim El-Masry                                 | 11.03.1989                                       | Kreisläufer                                      | 259                                              | 78                                               | al Ahly SC                                       |
| 80                                               | Ahmed Mesilhy                                    | 25.11.1994                                       | Kreisläufer                                      | 18                                               | 15                                               | al Ahly SC                                       |
| 89                                               | Mohamed Mamdouh Shebib                           | 01.04.1989                                       | Kreisläufer                                      | 254                                              | 311                                              | Dinamo Bukarest                                  |

Während der Weltmeisterschaft konnten bis zu 5 der folgenden Spieler aus dem erweiterten 35-Mann-Kader nachnominiert werden:
Yasser Abdelwahed, Mohamed Abousalem, Rady Ahmed, Abdelaziz Ashour, Omar Dahroug, Hisham Doieb, Ahmed El-Ahmar, Omar Hassan, Karim Hendawy, Omar Hussein, Khaled Ibrahim, Omar Mohamed, Yahia Omar , Shady Ramadan, Omar Salem, Ahmed Nafea.

## Bekannte Nationalspieler
siehe auch Kategorie:Handballnationalspieler (Ägypten)
- Ahmed El-Ahmar